# Pål Arne Johansen
Pål Arne "Paco" Johansen, född 16 februari 1977, är en norsk fotbollstränare, före detta fotbollsspelare och författare.

## Spelarkarriär
Johansen inledde sin fotbollskarriär i sin hemstad hos Brønnøysund IL. Mellan 1998 och 2000 spelade han för Lyn i första divisionen. Han har också varit aktiv hos flera andra klubbar, inklusive Bærum, Fossum, Ull/Kisa och Groruddalen.

## Tränarkarriär
Johansen har haft en omfattande tränarkarriär i Norge, där han bland annat varit assisterande tränare och huvudtränare för olika klubbar och landslag. Efter att ha bidragit till norska fotbollens utveckling och haft framgångar med bland annat det norska G19-landslaget, har Johansen nu påbörjat ett nytt kapitel i sin karriär som huvudtränare för den svenska klubben Häcken, där han skrev på ett treårskontrakt i december 2023. Han dock blev sparkad 2024 efter 7 raka förlorade matcher.

## Författarskap
Johansen har bidragit till litteraturen om fotboll, både som medförfattare till boken Ferdighetsutvikling i fotboll 2002 och genom att tillsammans med Torbjørn Moen ge ut en serie ungdomsböcker med fotbollstema. Deras samarbete inleddes med ungdomsromanen Best i byen 2008. Boken blev uppmärksammad och fick två uppföljare, Best i landet 2009 och Best? 2010.